# 慈湖陵寢
慈湖陵寢（正式名稱為慈湖營區、慈湖賓館）為中華民國已故總統蔣中正之陵墓。其位於台灣桃園市大溪區與復興區交界處，由國防部全民防衛動員署後備指揮部桃園管理組（慈湖營區）管理。

## 歷史
園區最初為「謙記煤礦」，創於西元1906年，直到十年後大溪富商簡阿牛於西元1917年（日治時期大正六年）收購，但是簡阿牛往生之後隨即轉手；如前慈湖水閘門、今陵管處辦公室位置既為當時之福利社(酒保)，每當下午下班時間，礦工下班梳洗乾淨領取日薪之後，經過必在此消費，相當熱鬧。
民國44年（1955年），板橋林家將其所有的慈湖土地無償捐予中華民國政府，作為軍事戰備用地，實際上則成為蔣中正的總統行館。
民國48年（1959年）6月13日，「洞口賓館」落成。由於此地景緻與先總統蔣中正故鄉奉化相似，又因蔣中正思念其母王太夫人。
先總統蔣公仔細巡視附近形勢，深覺此地閉而不塞，是一適於深邃思考和安靜處理事務之環境，乃決定在此建造一所台灣鄉村格式之平房；小湖原名「埤尾」，民國51年（1962年）蔣為追念慈母王采玉，復命名為「慈湖」。該行館由行政院國軍退除役官兵輔導委員會所屬的榮民工程處（今榮民工程公司）興建。
民國51年（1962年）10月31日，由先總統蔣公親題「慈湖」兩字，刻製木匾一方。洞口賓館更名為「慈湖賓館」。慈湖名稱的「慈」字意為「慈母」。
民國64年（1975年）4月5日，先總統蔣中正逝世後，靈柩於4月16日暫厝慈湖賓館，停放於賓館正廳，但並未下葬。

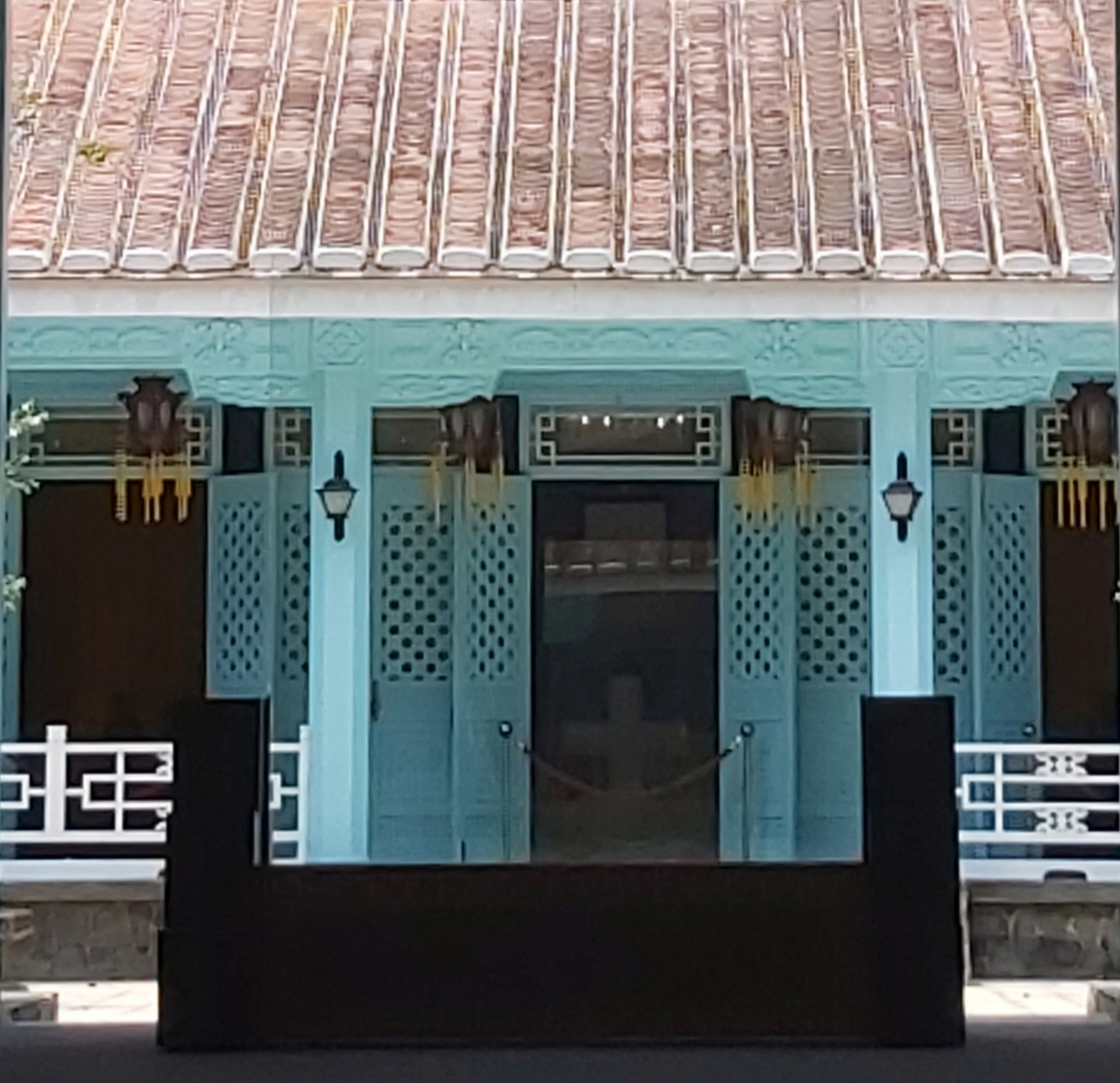
正廳前的玻璃照壁

民國107年（2018年）2月28日，二二八事件七十一周年，正廳先總統蔣公靈柩、遺像遭台獨政黨自由台灣黨、蠻番島嶼等團體成員潑紅漆並舉出「去除支那威權，創建台灣共和」標語，這也是靈柩區首度遭人為破壞，事發後園區暫停開放。7月8日修復後重新開放，除了特定日子外需要團隊預約，其他日子不得進入正廳內參拜，四合院內進行管制，平時遊客只能在四合院正門外瞻仰致意並觀看衛兵交接，園方將原本放在門口的木製屏風改為透明玻璃照壁，民眾在正門處可觀看正廳內部擺設；四合院外也設置實境影像系統，可透過電視畫面觀看奉厝區內及正廳。陵寢外圍也設下重重管制，中華民國憲兵、便衣人員來回巡邏、守望，隨時注意遊客舉動。
民國114年（2025年）4月22日，國防部將〈國防部全民防衛動員署後備指揮部桃園管理組開放謁靈管理須知〉修正名稱為〈國防部全民防衛動員署後備指揮部慈湖營區暨大溪營區開放管理要點〉後，修正用字遣詞（陵寢→營區、靈柩區，謁靈→入營），慈湖陵寢改稱慈湖營區。
| 營區                 | 內容介紹 | 照片 |
| -------------------- | -------- | ---- |
| 慈湖營區             |          |      |
| 緣起與三軍儀隊       |          |      |
| 靈堂、雕刻藝術與牌匾 |          |      |

## 區域

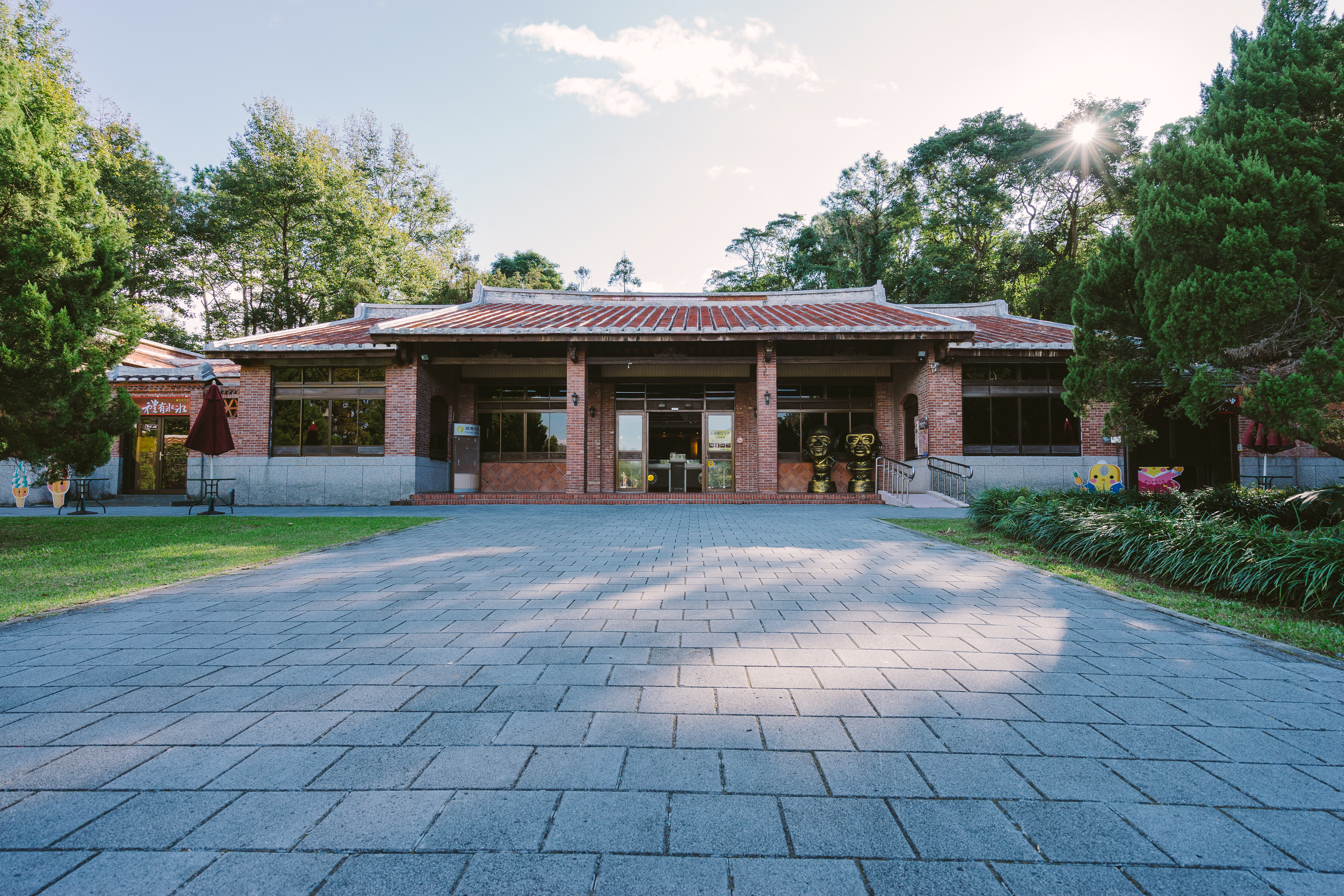
慈湖遊客中心

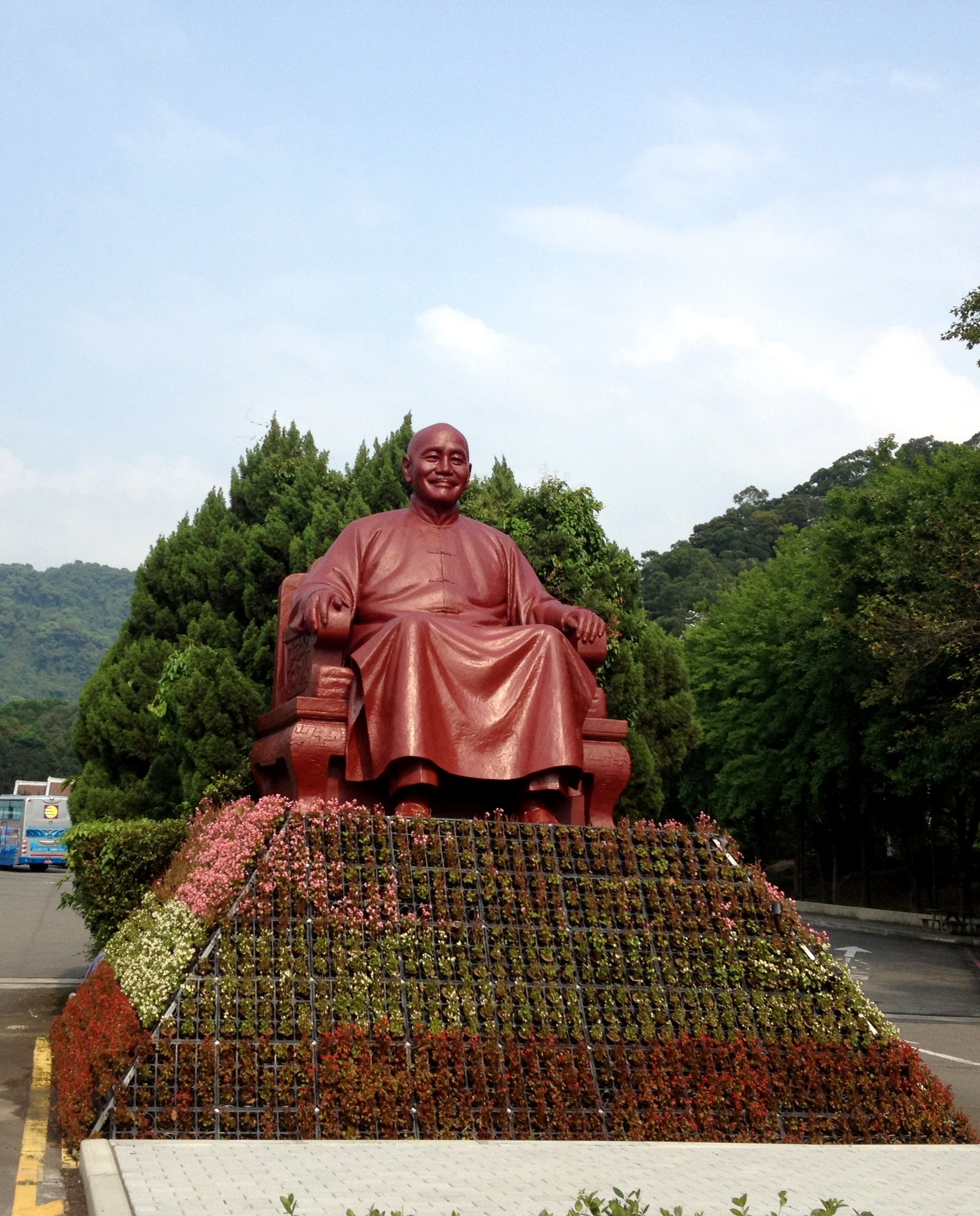
遊客中心前方的蔣中正銅像

慈湖分為前慈湖及後慈湖，後慈湖先前為軍事管制區，需向中華民國國防部提出申請經許可才可進入。不過經桃園市政府積極爭取開放，民國96年（2007年）11月，正式移撥桃園市政府，並著手規劃整修開放等相關事宜，後慈湖長年為軍事管制區，不受外界干擾，保留完整原林相與自然生態環境。而前慈湖有一座約5公頃的「新埤」，放養許多天鵝。→而蔣中正之子蔣經國於民國77年（1988年）逝世後亦暫厝約2公里之外的「頭寮賓館」，現稱大溪陵寢。

## 現況
慈湖營區由於與石門水庫、大溪老街、拉拉山等桃園市著名風景區不遠，桃園市政府因此在陵園旁開闢了一處「銅像公園」，用以放置台灣各地因去蔣化而移除的蔣中正銅像，形成特殊的裝置藝術主題公園，公園於民國86年（1997年）由大溪鎮公所設立。公園以蔣中正的雕像做為主題，是台灣唯一為單一個人的雕像所設立的紀念公園。據民國106年（2017年）2月統計共有219座蔣中正雕像，另有國父孫中山27座、故總統蔣經國2座。

## 圖片集

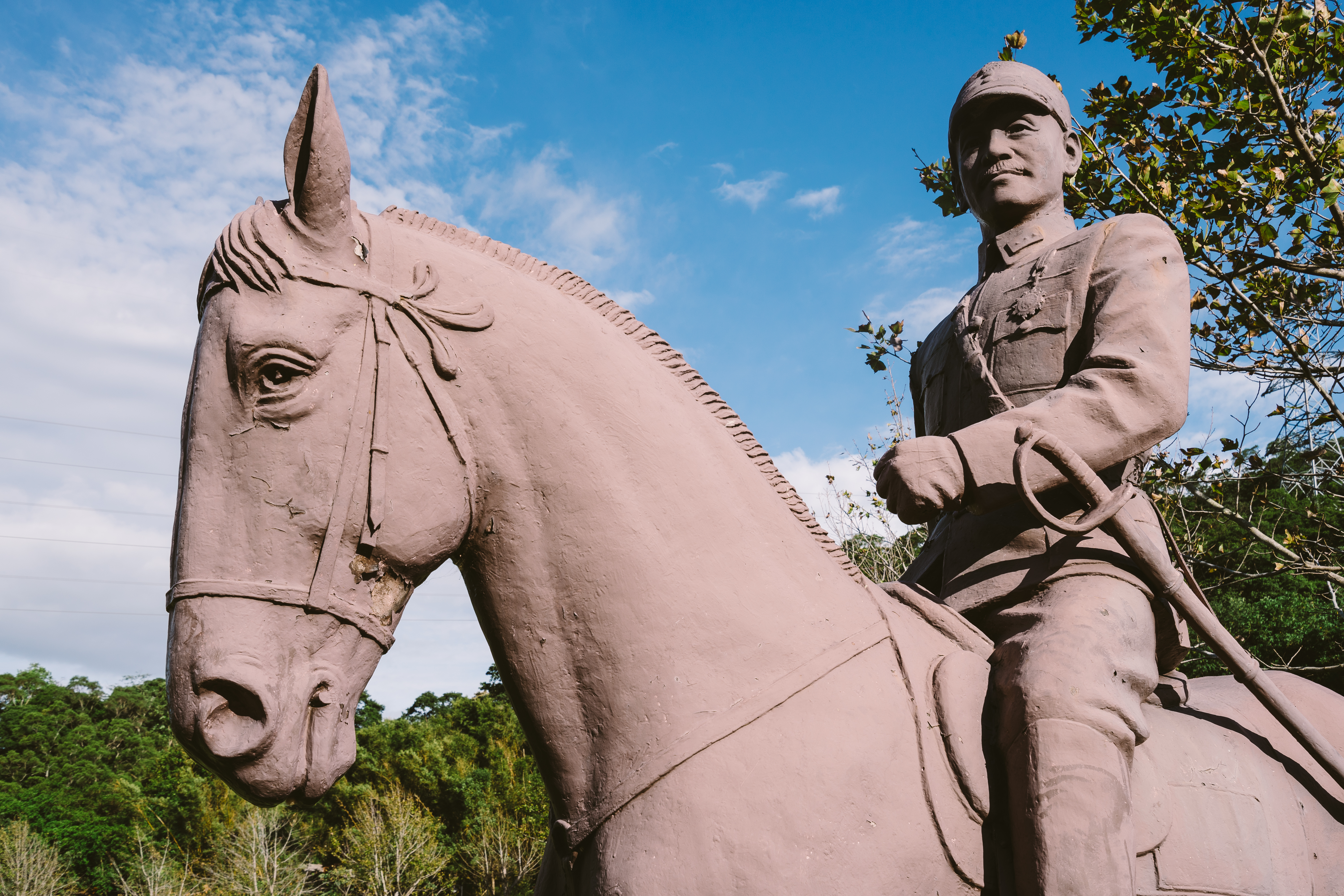
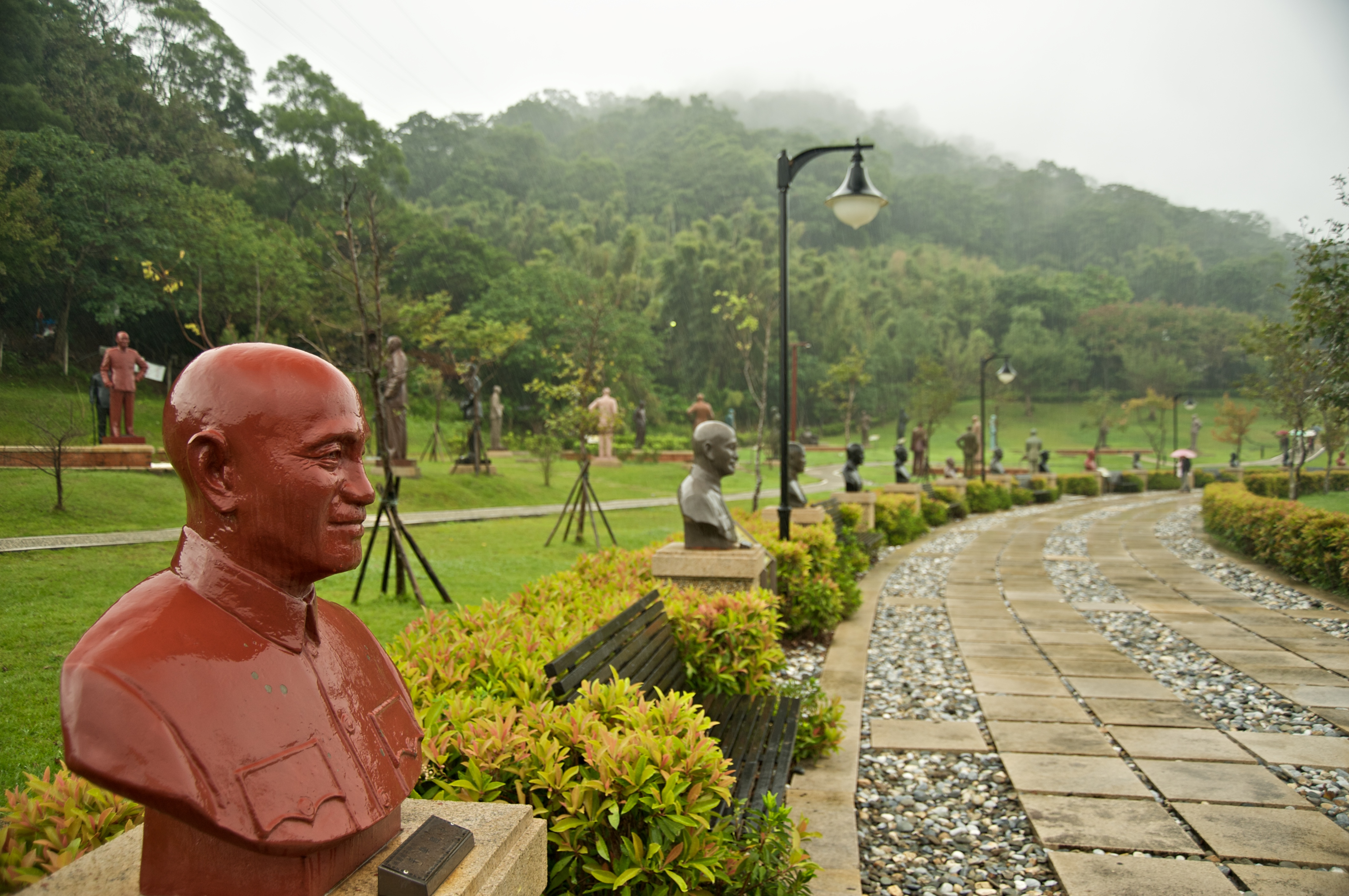
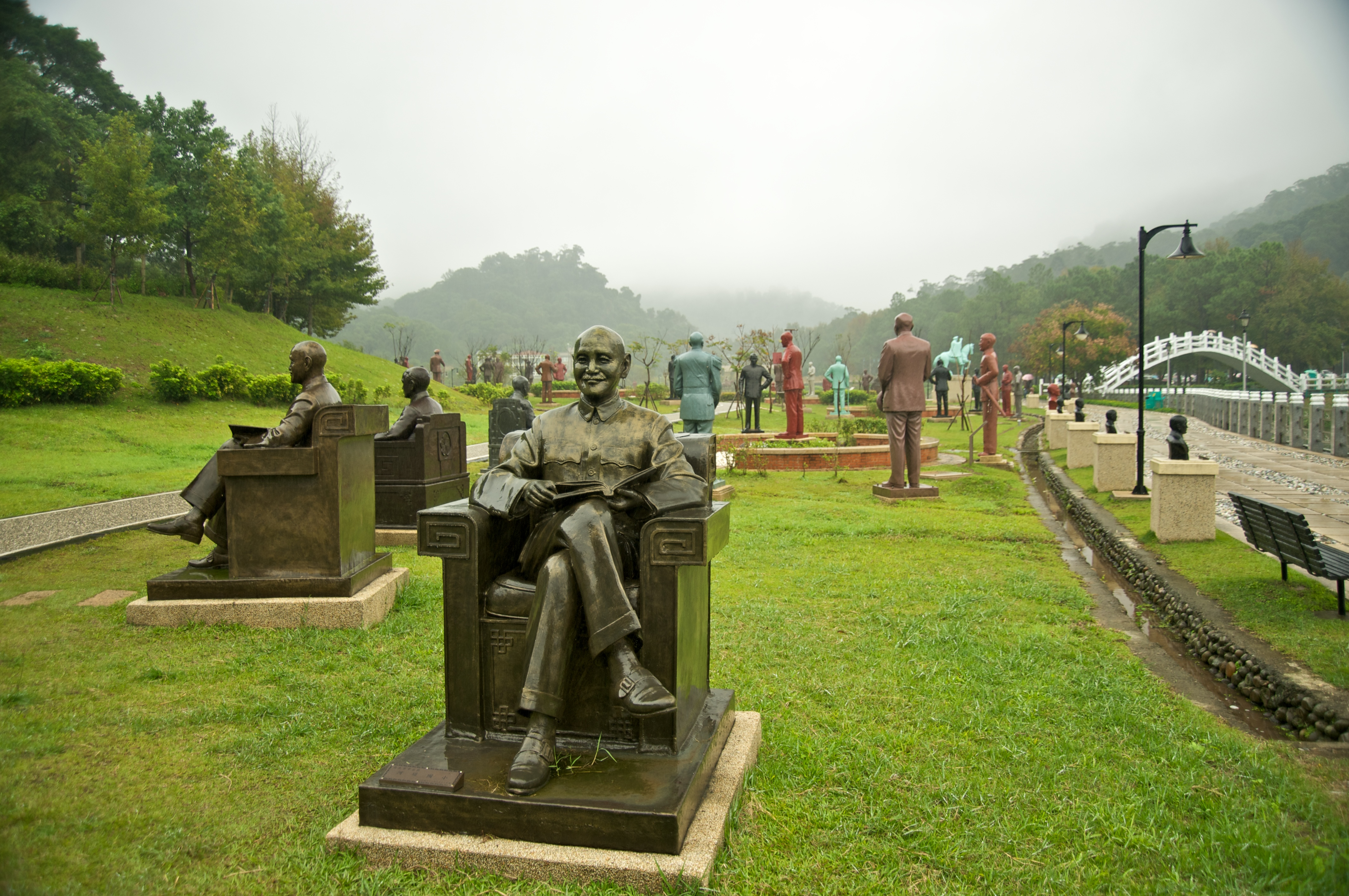
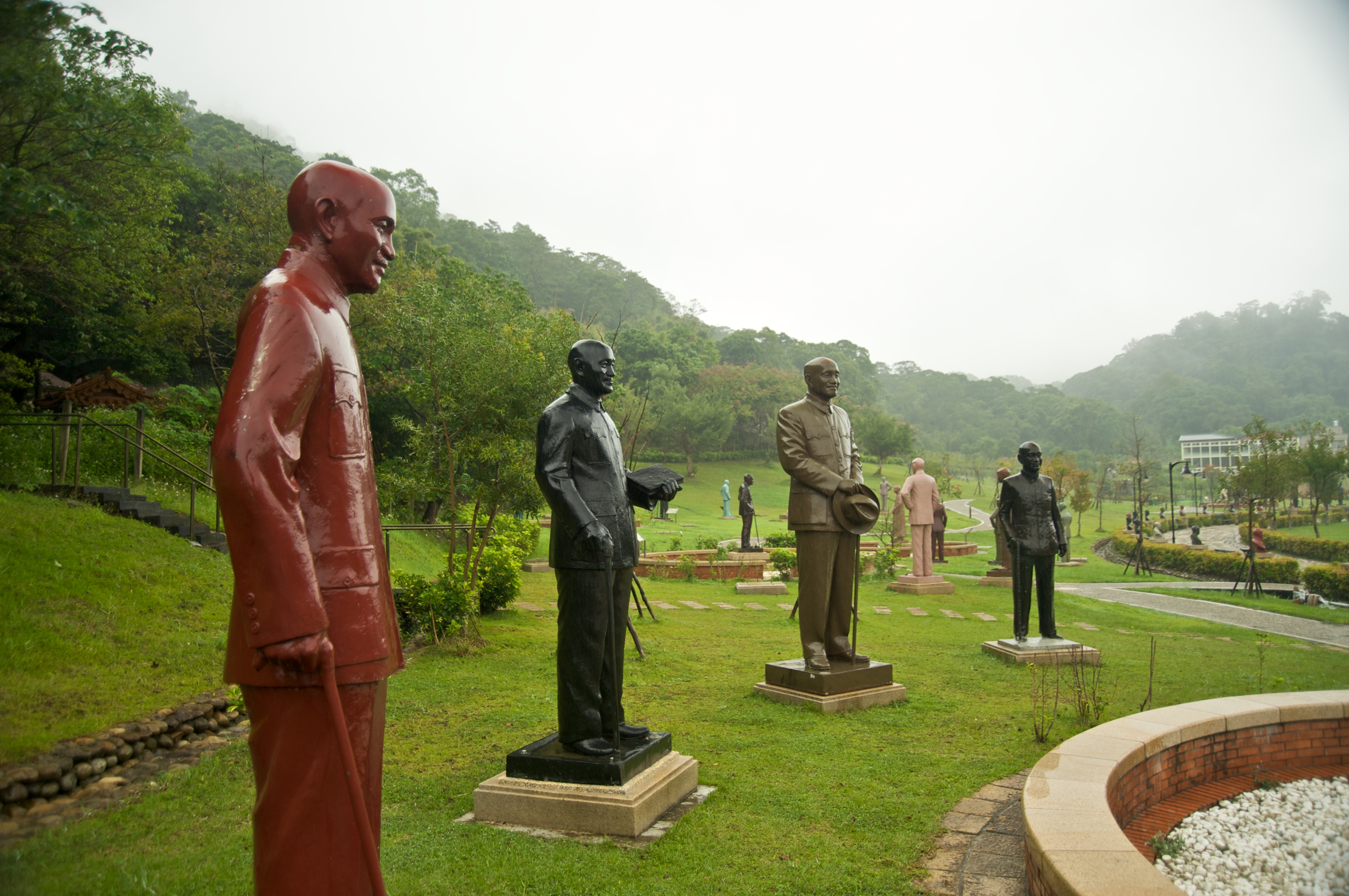
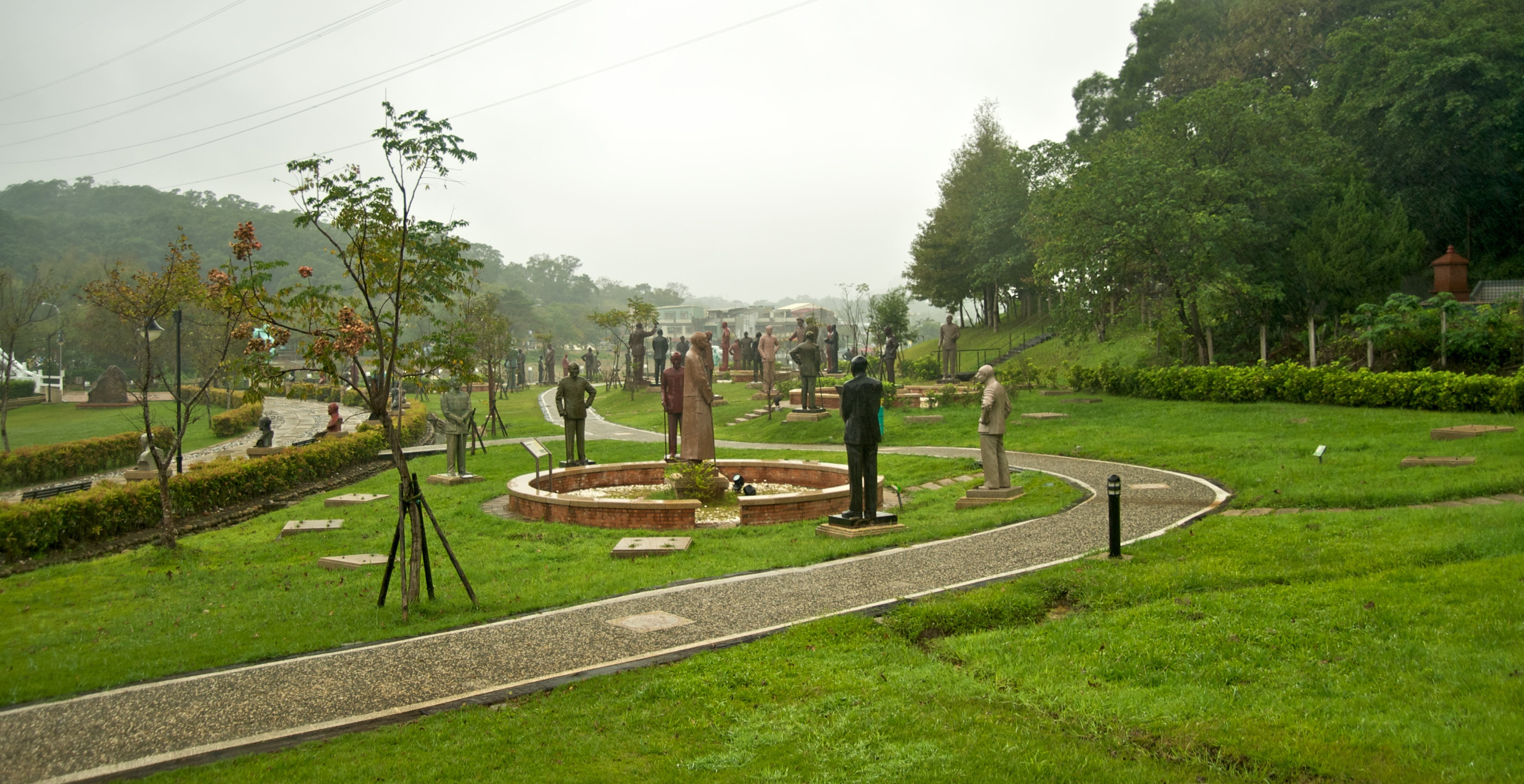
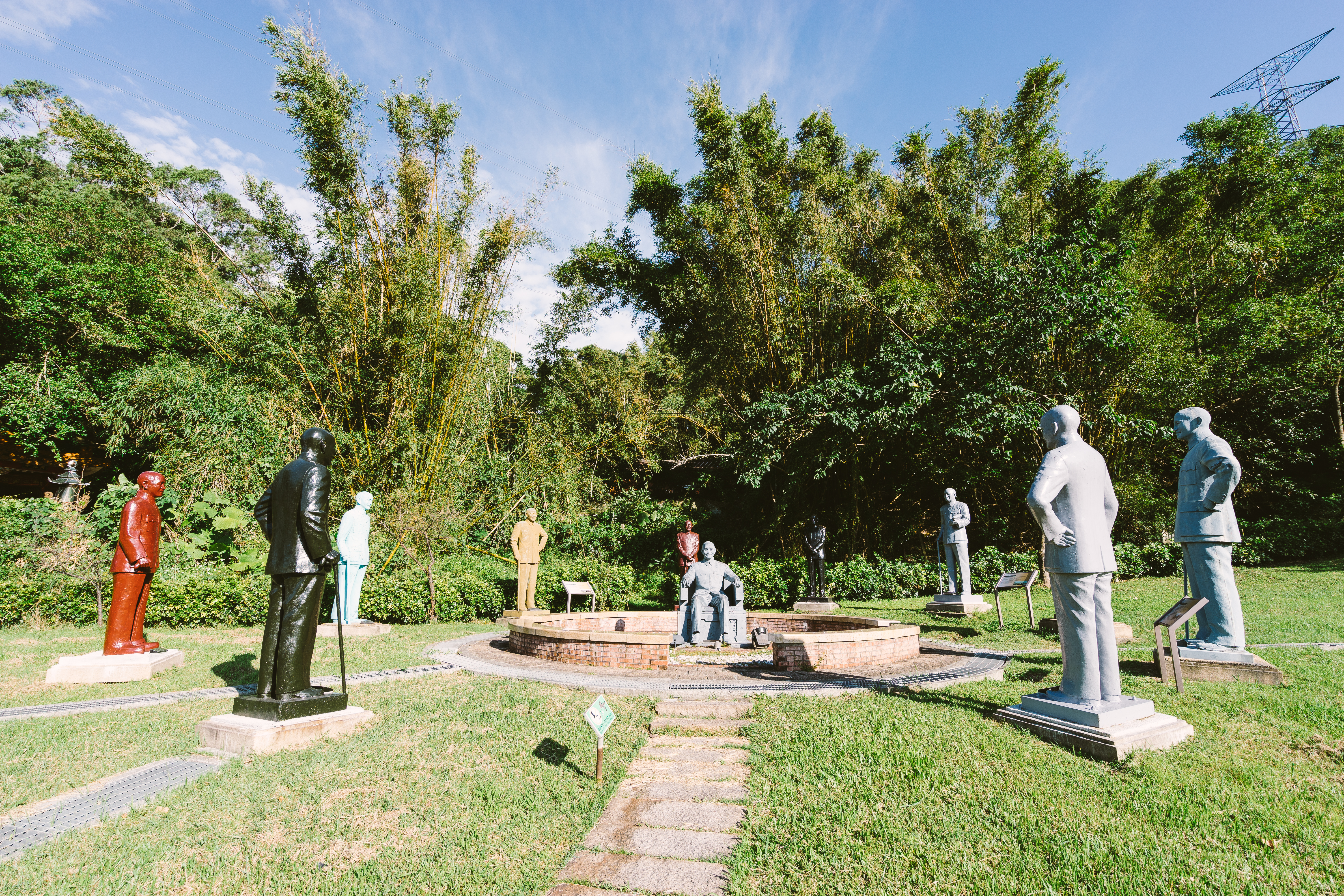
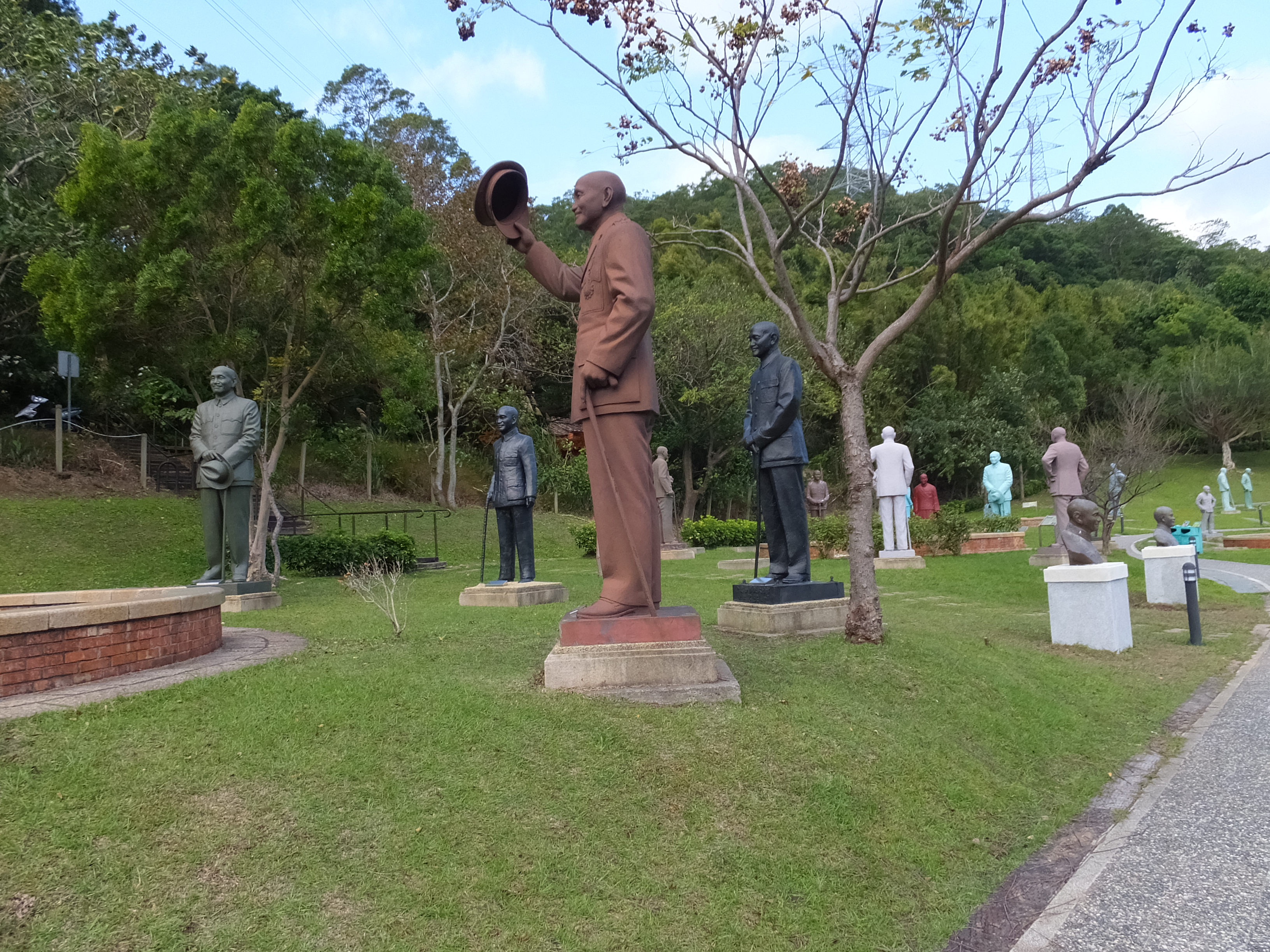
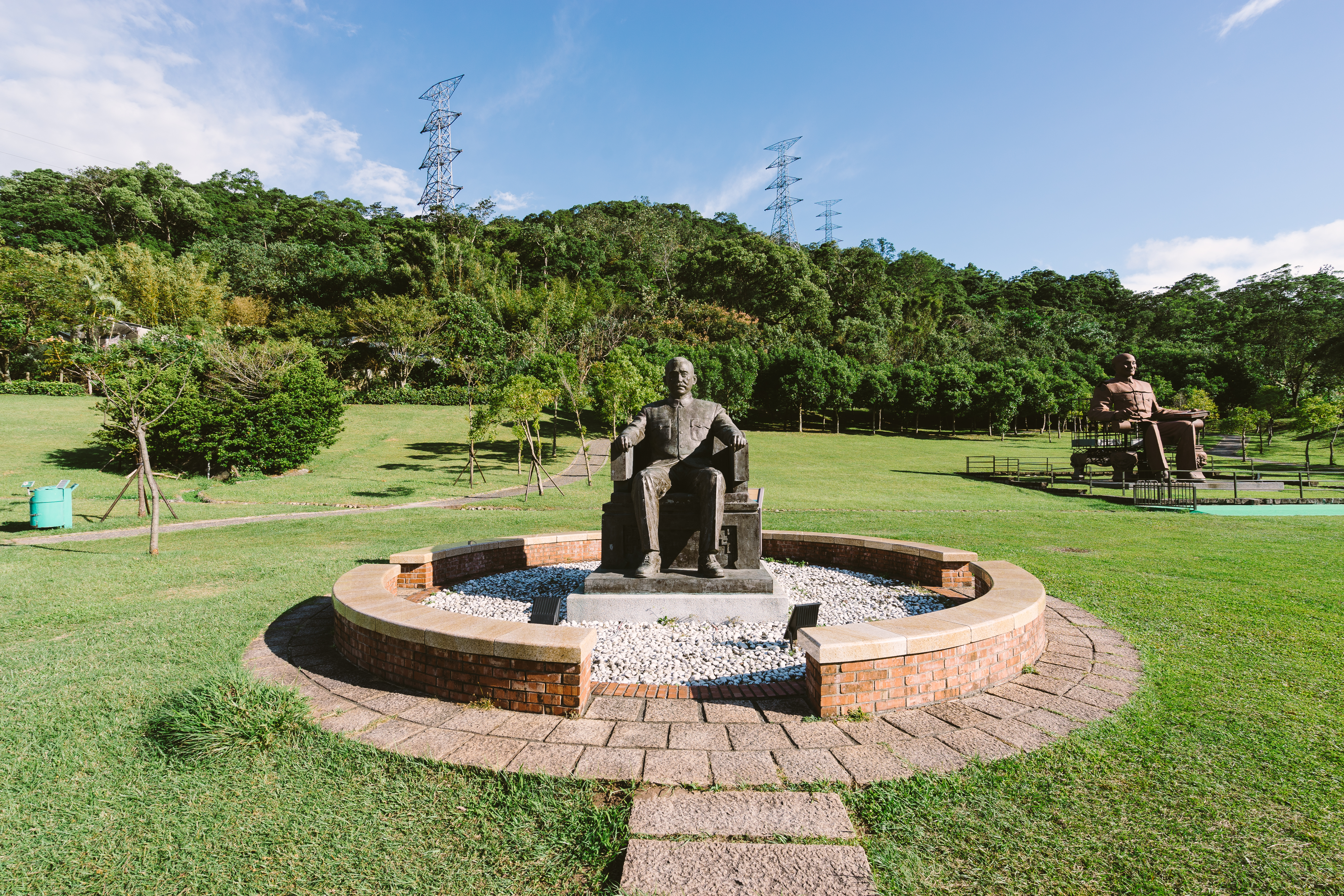

營區內

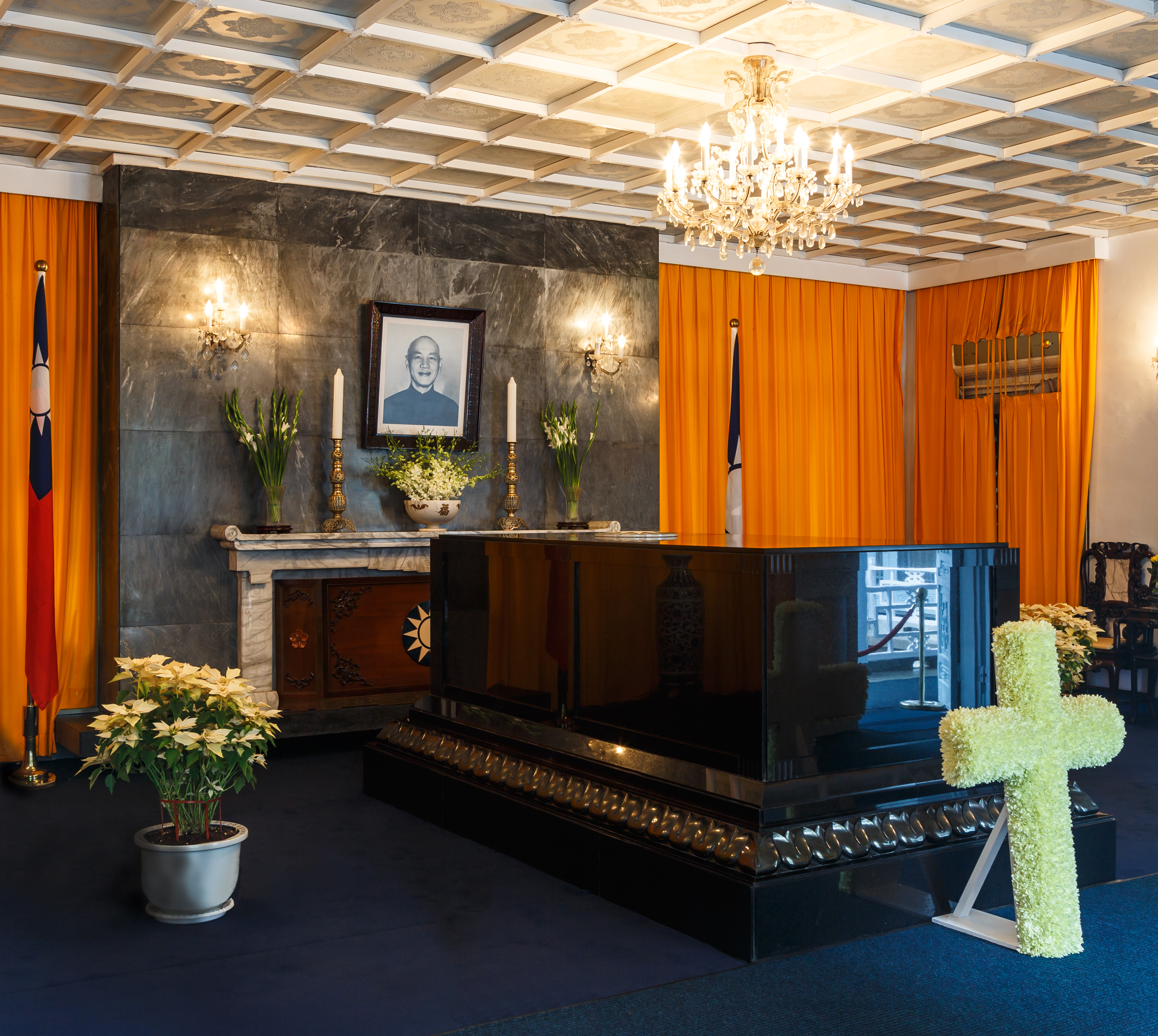
陵寢正廳蔣中正靈柩
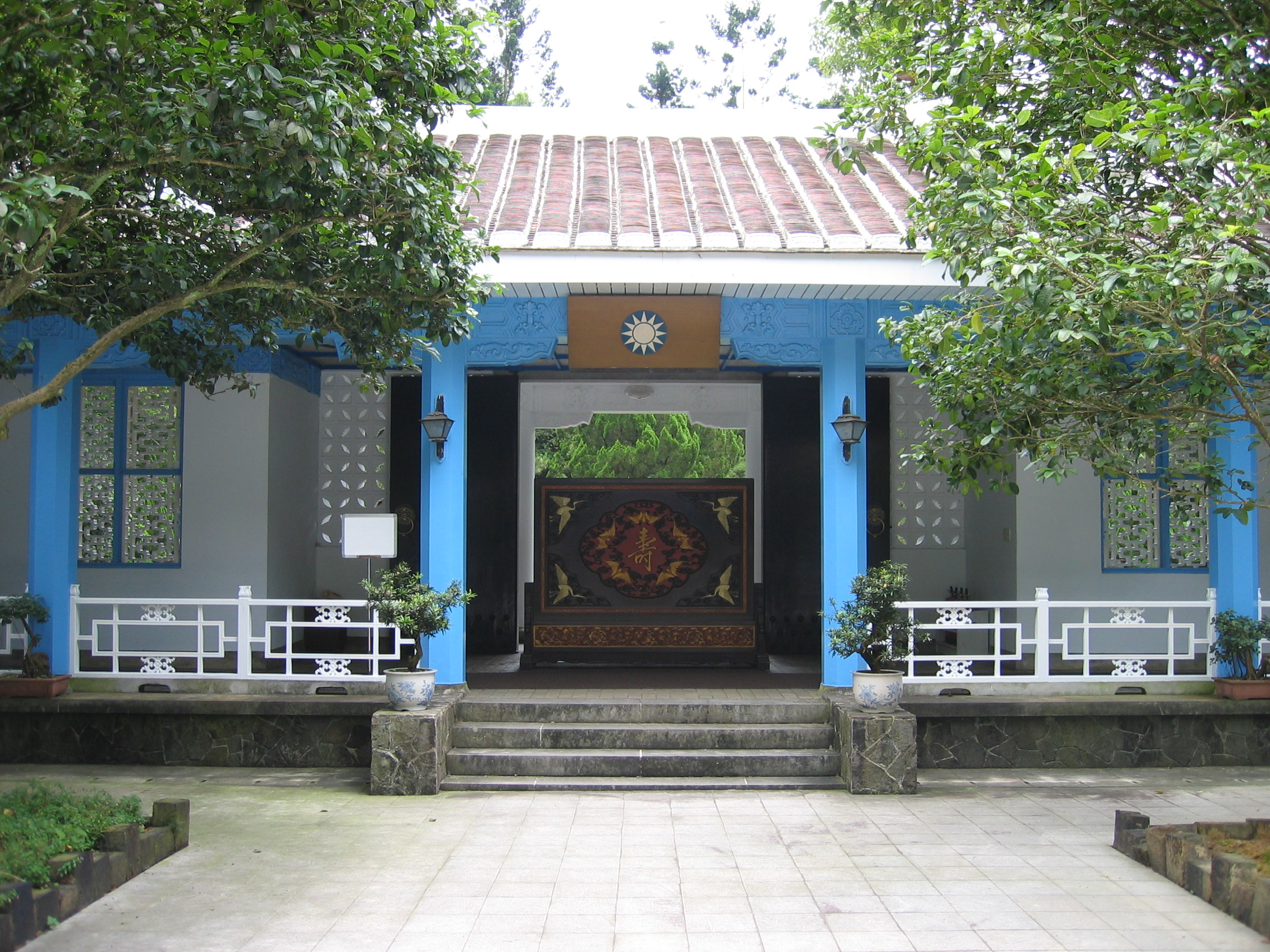
陵寢正廳中庭一景
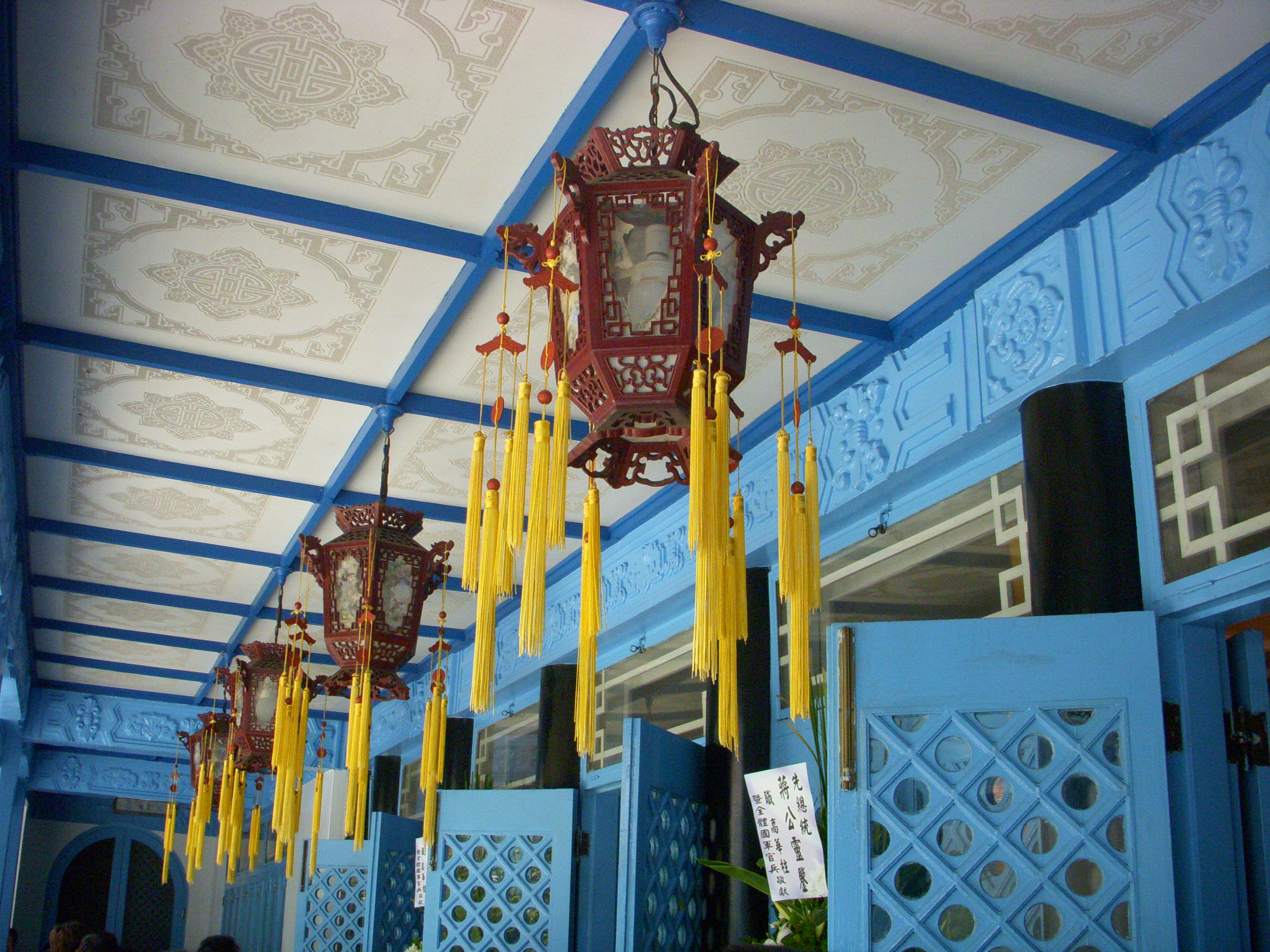
陵寢迴廊宮燈
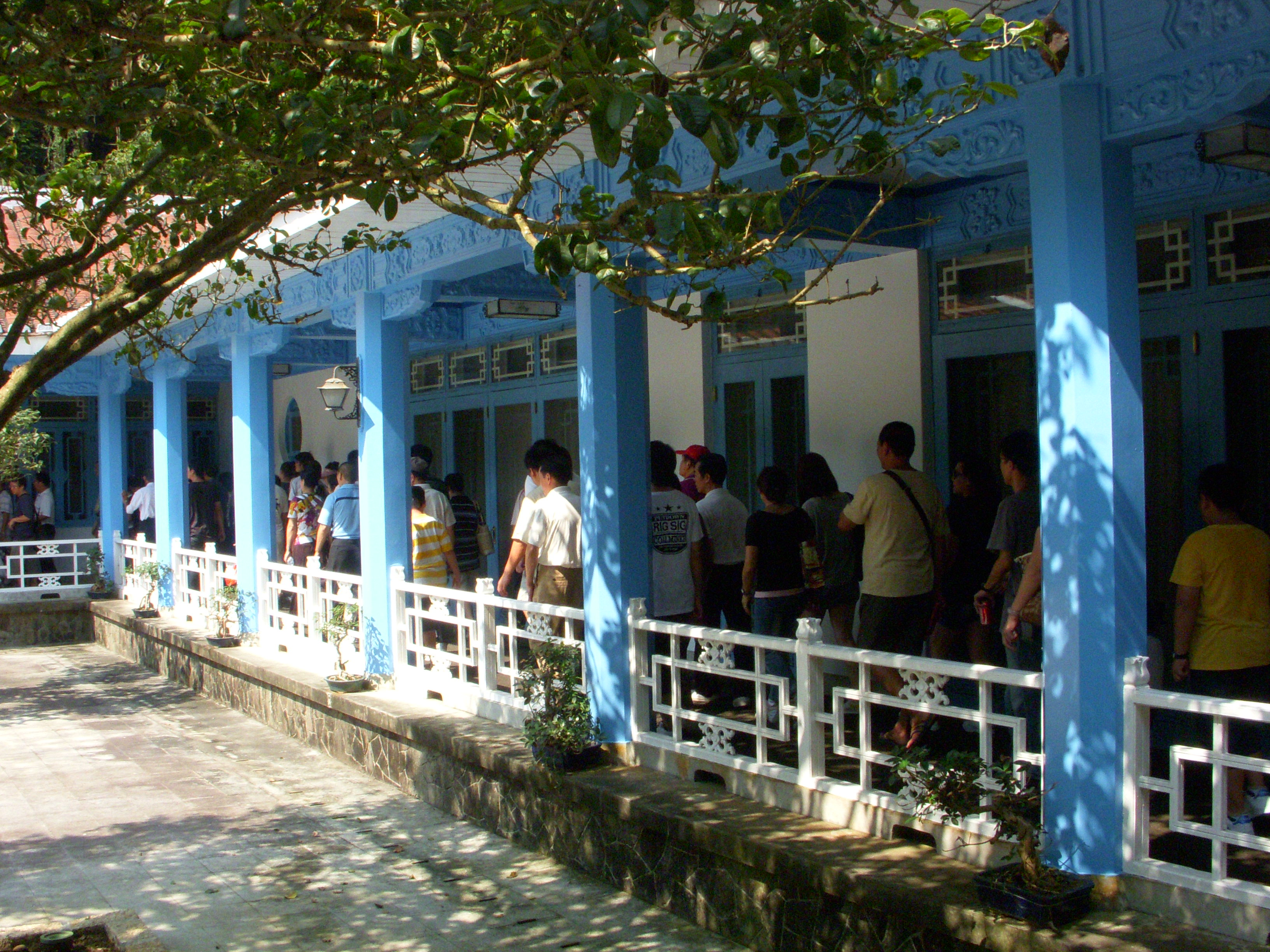
陵寢迴廊上的謁陵人龍
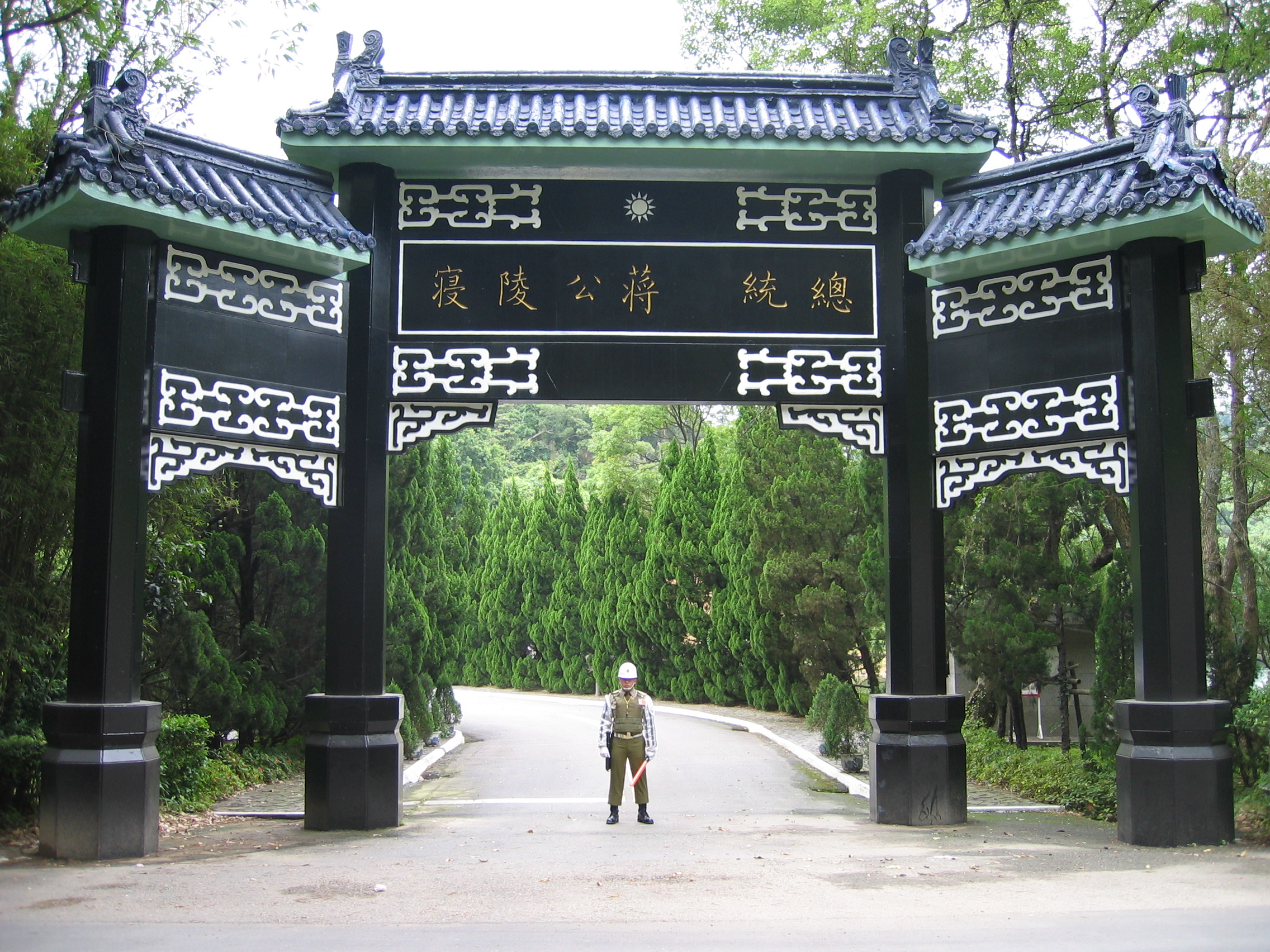
陵寢牌樓，中間為憲兵站崗
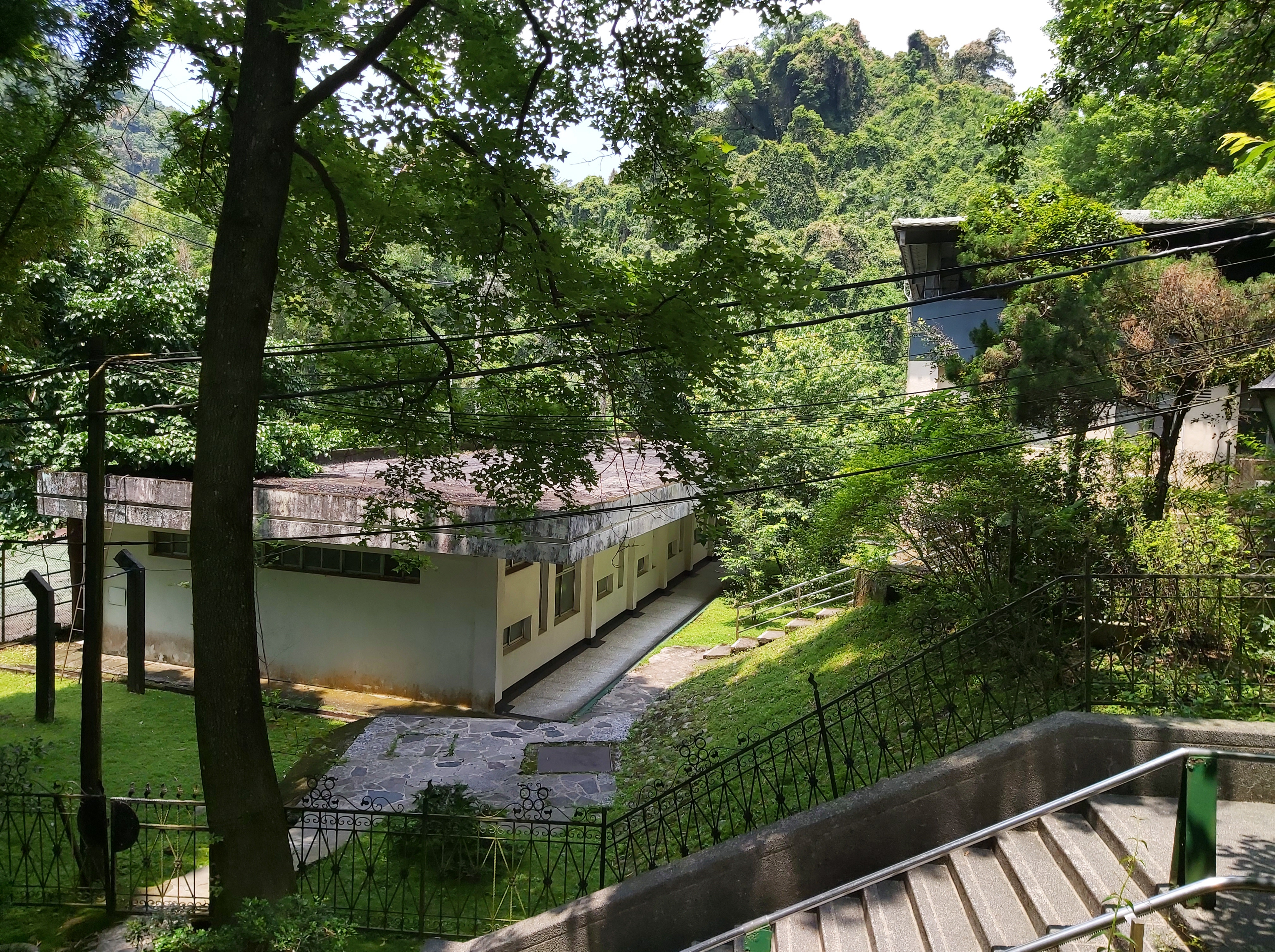
營房
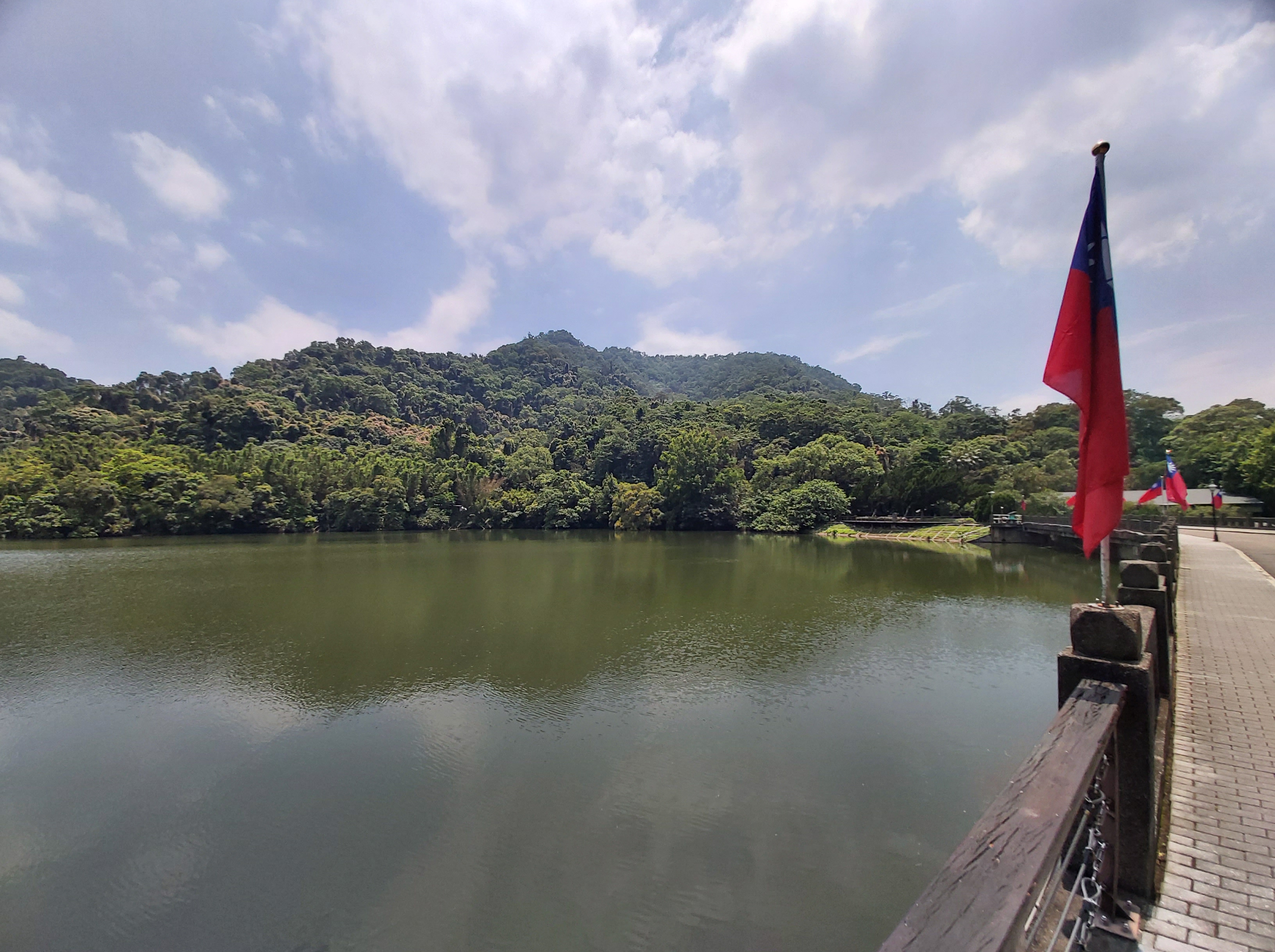
慈湖湖景
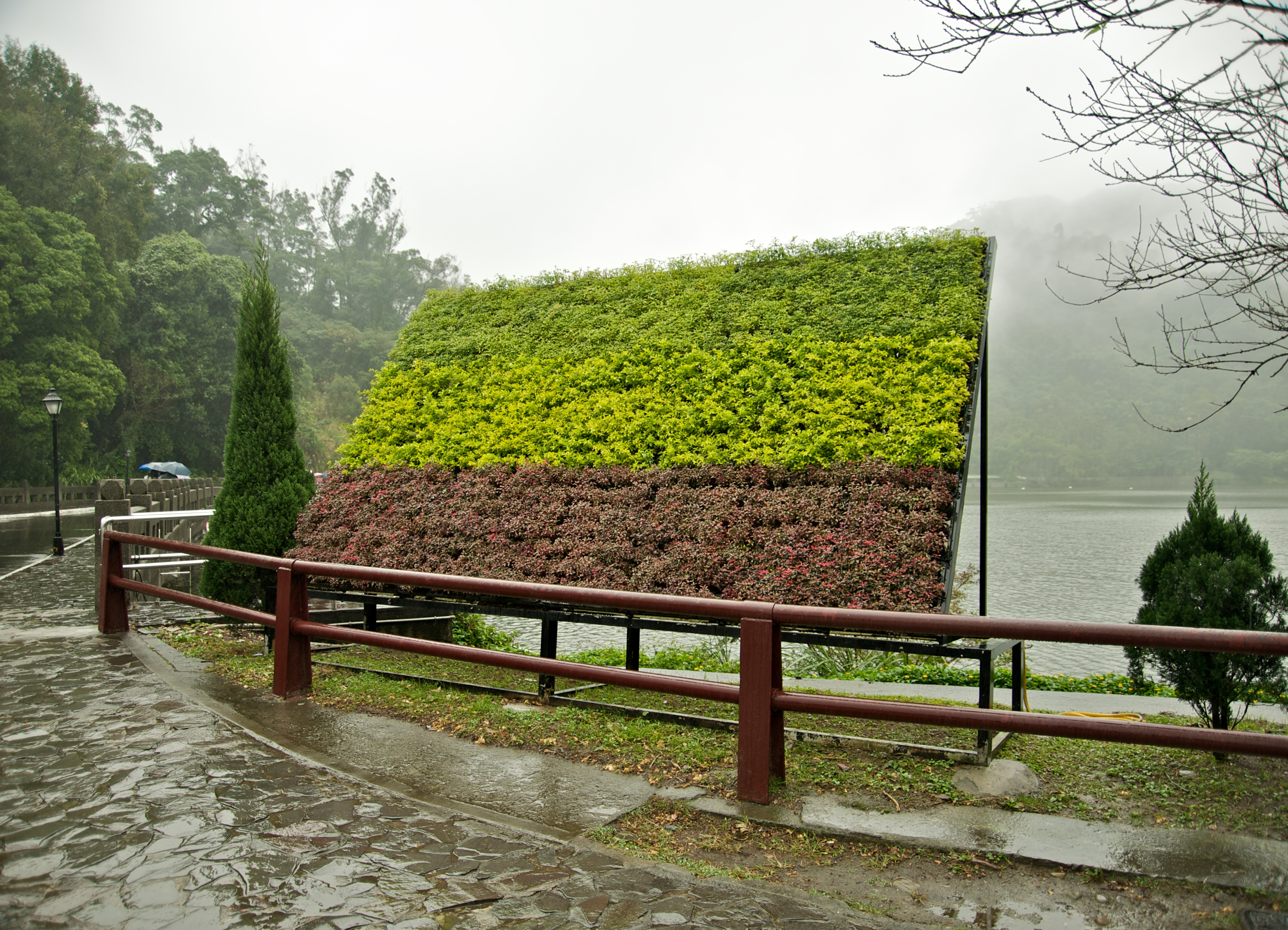
慈湖的湖岸造景

慈湖紀念雕塑公園

## 外部連結
- 慈湖陵寢（前慈湖）  桃園觀光導覽網
- 後慈湖  桃園觀光導覽網
- 慈湖陵寢 文化部文化資產局 （页面存档备份，存于）